# Montaimont
Pour l’article ayant un titre homophone, voir Montémont.
Montaimont est une ancienne commune française située dans le département de la Savoie, en région Auvergne-Rhône-Alpes.
Elle devient le 1er janvier 2017 commune déléguée de la commune nouvelle de Saint-François-Longchamp, avec Montgellafrey.

## Géographie

### Situation

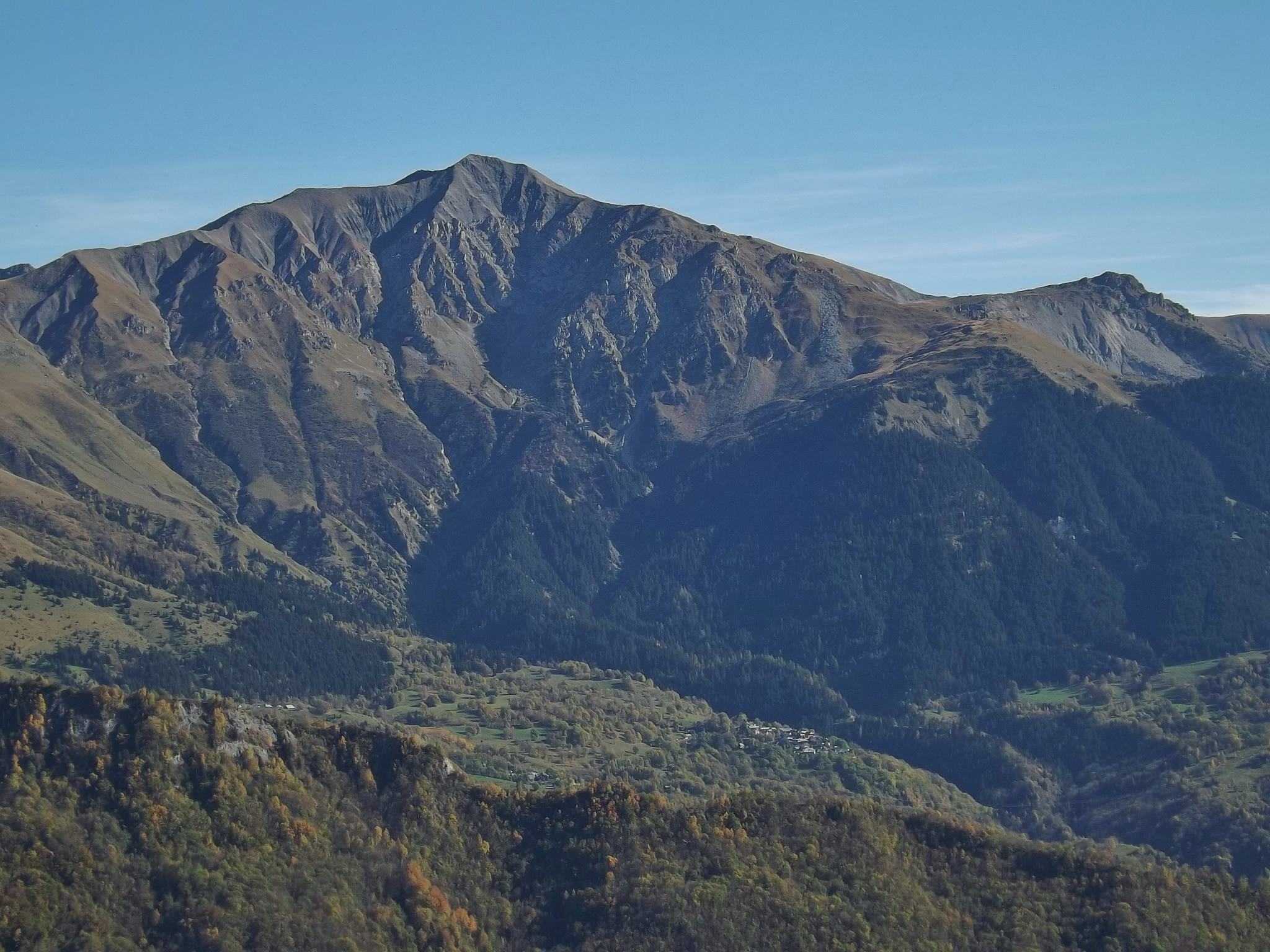
Territoire de Montaimont et mont du Fût.

La commune de Montaimont est située dans la région Auvergne-Rhône-Alpes, au sud du département de la Savoie, dans la région naturelle de basse Maurienne.
Le chef-lieu de la commune se situe à une distance orthodromique de 491,6 km au sud-est de Paris-Notre-Dame (point zéro des routes de France), de 40 km au sud-est de Chambéry, de 53 km au nord-est de Grenoble et de 10,7 km au nord-ouest de Saint-Jean-de-Maurienne. Par la route, Montaimont se situe à  à 76 km de Chambéry, à 106 km de Grenoble et à 20 km de Saint-Jean-de-Maurienne.

### Relief et géologie

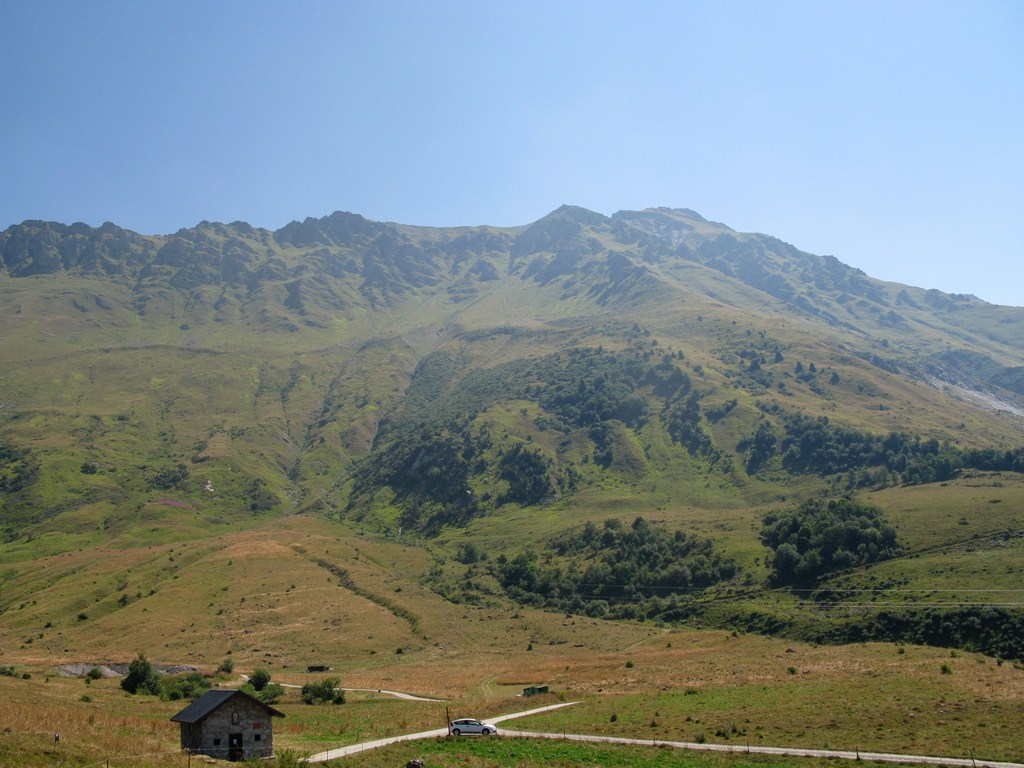
La pointe du mont du Fût vue depuis la chapelle Sainte-Marguerite.

Montaimont est une commune de moyenne montagne de la vallée de la Maurienne située sur le flanc sud-ouest du massif de la Vanoise et sur la rive droite de l'Arc, à une altitude moyenne de 1 300 m.
Le territoire de la commune est dominé au nord-est par la pointe de la Grande Combe (2 678 m) ; à l'est, par la pointe du mont du Fût (2 822 m) et le Mollard des Bœufs (2 781 m) et au sud-est, par le Crêt du Lognan (2 696 m). La commune s'étage d'une altitude de 660 m à l'altitude de 2 822 m au sommet du mont du Fût.

### Hydrographie

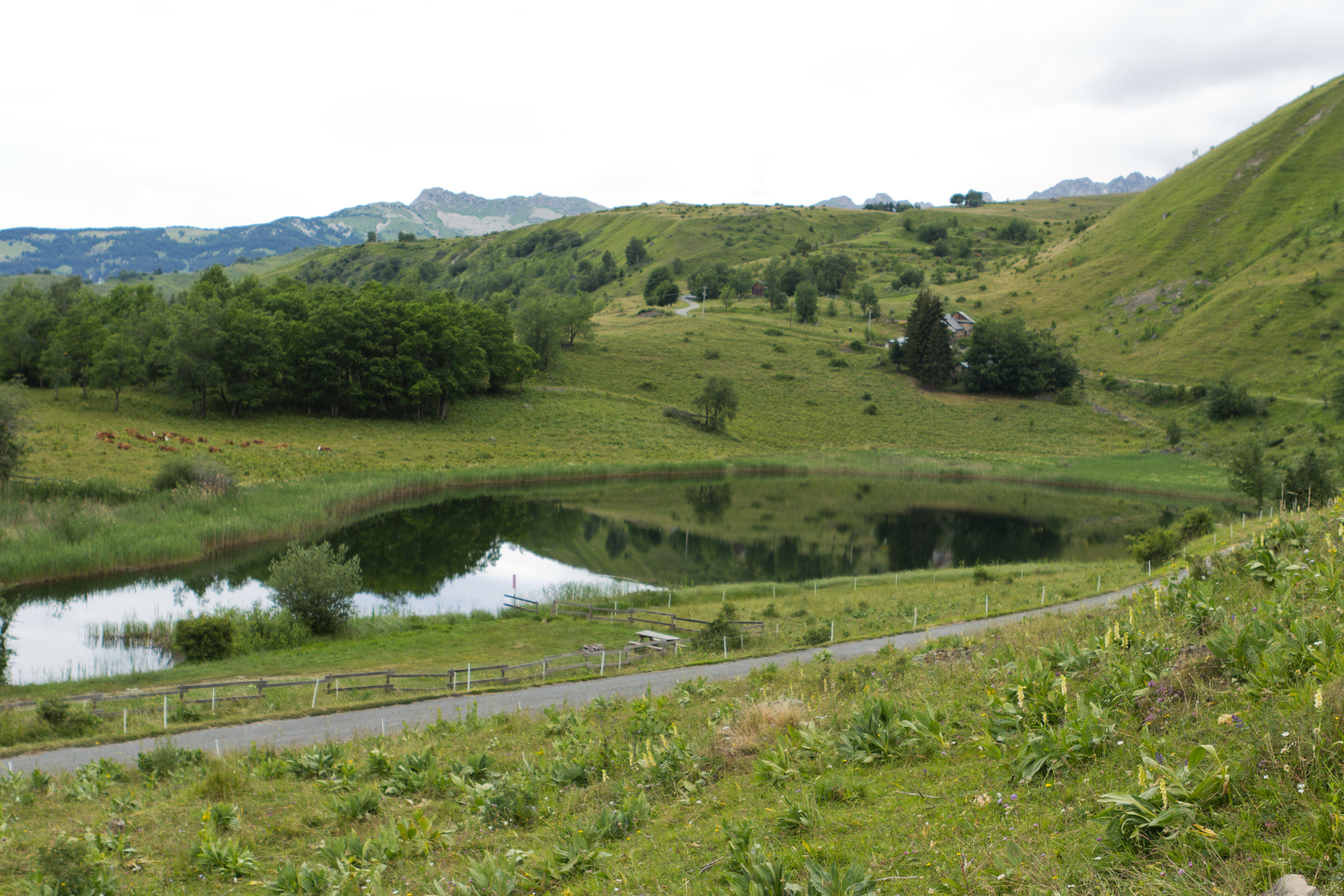
Le lac du Loup.

Montaimont est traversée par plusieurs torrents et ruisseaux qui ont leur source sur les hauteurs de la commune. Ces cours d'eau se rejoignent au sud-ouest du territoire et alimentent le Merderel, principal ruisseau de la commune. Le Merderel fait sa jonction à Saint-Martin-sur-la-Chambre avec le Bugeon qui est un affluent de l'Arc.
Le lac du Loup est un petit lac de montagne situé au nord-est de la commune à une altitude de 1 509 m.

### Climat
Le climat de Montaimont est de type montagnard en raison de la présence du massif alpin. La température moyenne annuelle est de 8 °C et la pluviométrie varie de 1 100 à 1 300 mm/an.

### Communes limitrophes
| Saint-François-Longchamp    | Saint-François-Longchamp | Saint-Jean-de-Belleville |
| Saint-Martin-sur-la-Chambre | Montaimont               | Saint-Jean-de-Belleville |
| Saint-Avre, Montvernier     | Pontamafrey-Montpascal   | Saint-Jean-de-Belleville |

### Transports
La commune de Montaimont est accessible par l'autoroute A43, sortie no 26 : La Chambre, et par la route départementale D 1006 (ancienne nationale 6) au niveau de la commune de Saint-Avre. Puis, depuis La Chambre, par la route départementale D 213 (qui donne accès au col de la Madeleine) et par la route départementale D 99 qui traverse la commune d'ouest en est.
La gare de Saint-Avre - La Chambre, située à environ 9 km du chef-lieu de la commune, permet de desservir Montaimont par des liaisons TGV saisonnières en hiver en provenance de Paris, et par des trains TER en provenance de Lyon, Chambéry, Saint-Jean de Maurienne et Modane.

### Lieux-dits, écarts et quartiers
La commune est constituée, d'une quinzaine de villages et hameaux dont : Montaimont (le chef-lieu de la commune), les Bigots, Bonvillard, les Essarts, le Fay,le Mas, les Mottes, la Pallud, la Perrière, Pierre Rouge, les Rieux, la Ville du Nant, la Pontchéry, le Chatelard et Taramur. Certains de ces hameaux, les plus reculés, ne sont habités que l'été.
Il y a aussi des chalets d'alpage, soit regroupés en hameaux, comme les Avannières, le Cluset, le Loup, les Ramés, soit plus éparpillés, comme Robattin, les Rey (d'en haut et d'en bas), la Dame, Le Mennel, le Cadet, La Grolle.

## Toponymie
Le nom Montaimont pourrait trouver son origine des deux mots latins « Mons Aymonis », la montagne d'Aymon,. La première mention remonte à 1038, Curtis de Monte Aymons (Besson, preuves n°6). On trouve également les formes Johannes de Monte Aymonis (1216),  Parrochia Montis Aymonis (1270, Cartulaire de Maurienne), Mons Aymo (1393), Montaymont (1577), Monteimont (1765), ainsi que Montémont et Mont-Aimont au cours du XVIIIe siècle,.
L'origine germanique du nom Aymonis indique une époque postérieure aux grandes invasions au cours desquelles les Burgondes s'étaient installés dans la Sapaudia.
En francoprovençal, le nom de la commune s'écrit Montémon, selon la graphie de Conflans.

## Histoire
La première mention de la paroisse remonte à 1038, Curtis de Monte Aymons. Domenico Carutti (Regesta comitum Sabaudiae) relève le nom de Johannes de Monte Aymonis comme témoin, dans un acte du comte de Savoie, Thomas, de 1216,.
La mentioné de la paroisse Parrochia de Monte Aymonis date de 1270.
Par un acte du 1er octobre 1234, le comte de Savoie, Amédée IV, donne au sieur de Grésy tout ce qu'il possède à Montaimon sur La Chambre. Les Cisterciens de Tamié mettent en valeur les pâturages de col de la Madeleine qui s'étendent jusqu'à Montaimont. Parfois il y a des conflits car les troupeaux paissent dans des pâturages communs des deux côtés des cols.
La terre de Montaymon est une baronnie qui relève famille féodale des seigneurs de La Chambre, dont un château était situé sur le rocher avancé de Notre-Dame-du-Cruet.
En 1356, après la peste noire qui a ravagé la région en 1348, Montaymon (Apud Montem Aymonis) compte cent dix feux, chaque maison faisant son feu.
En 1454, la terre de Montaymon passe aux La Chambre-Seyssel.

## Politique et administration

### Tendances et résultats politiques
L’analyse des derniers résultats électoraux de Montaimont montrent une tendance au vote à droite des électeurs de la commune avec des victoires quasiment systématiques des candidats de l'UMP ou divers droite aux élections majeures.

#### Élections présidentielles, résultats des deuxièmes tours
- Élection présidentielle de 2007 : 69,86 % pour Nicolas Sarkozy (UMP), 30,14 % pour Ségolène Royal (PS), 82,61 % de participation[17].
- Élection présidentielle de 2012 : 60,45 % pour Nicolas Sarkozy (UMP), 39,55 % pour François Hollande (PS), 72,83 % de participation[18].

#### Élections législatives, résultats des deuxièmes tours
- Élections législatives de 2007 : 70,91 % pour Michel Bouvard (UMP), 29,09 % pour Bernadette Laclais (PS), 60,33 % de participation[19].
- Élections législatives de 2012 : 57,63 % pour Pierre-Marie Charvoz (DVD), 42,37 % pour Béatrice Santais (PS), 67,76 % de participation[20].

#### Élections régionales, résultats des deux meilleurs scores
- Élections régionales de 2004 : 53,15 % pour Anne-Marie Comparini (UDF), 32,43 % pour Jean-Jack Queyranne (PS), 62,18 de participation[21].
- Élections régionales de 2010 : 38,55 % pour Françoise Grossetête (UMP), 34,94 % pour Jean-Jack Queyranne (PS), 45,79 de participation[22].

#### Élections cantonales, résultats des deuxièmes tours
- Élections cantonales de 2004 : 68,38 % Daniel Dufreney (DVD), 31,62 % Jean-Louis Portaz (DVG), 62,18 % de participation[23].
- Élections cantonales de 2011 : 56,79 % Daniel Dufreney (CNIP), 43,21 % Jean-Louis Portaz (Parti de gauche), 44,44 % de participation[24].

#### Élections municipales, résultats des deuxièmes tours
- Élections municipales de 2001 : données manquantes
- Élections municipales de 2008 : 77 voix pour Joël Rey, 74 voix Laurence Blanc, 73 voix pour Dominique Cunat, 64 voix pour Olivia Lops, 63 voix pour Luc Ardouin, 59 voix pour Jacqueline Ferrier, 82,72 % de participation[25].
- Elections municipales de 2014 : 91 voix pour Damien Moreau, 81 voix pour Jean-Claude Durand, 73 voix pour Jacqueline Ferrier, 84,66 % de participation.

### Politique locale
La commune fait partie du canton de La Chambre jusqu'à sa suppression en 2015. Elle est depuis rattachée à celui de Saint-Jean-de-Maurienne.

### Liste des maires

#### Liste des maires depuis 1860
En juin 1860, le duché de Savoie est réuni à la France. Les maires sont nommés par l’Empereur, pour une durée de quatre ans.
| Période | Période | Identité            | Étiquette | Qualité       |
| ------- | ------- | ------------------- | --------- | ------------- |
| 2018    | 2020    | Guy Gonthier        |           | Maire-délégué |
| 2017    | 2018    | Claude Pellissier   |           | Maire-délégué |
| 2014    | 2016    | Claude Pellissier   |           | Maire         |
| 2001    | 2014    | Geneviève Blanc     |           | Maire         |
| 1983    | 2001    | Jean-Paul Milleret  |           | Maire         |
| 1977    | 1983    | Pierre Chevessent   |           | Maire         |
| 1959    | 1977    | Henri Milleret      |           | Maire         |
| 1953    | 1959    | Antoine Blanc       |           | Maire         |
| 1935    | 1944    | François Bartholomé |           | Maire         |
| 1930    | 1935    | Joseph Ravoire      |           | Maire         |
| 1929    | 1930    | Charles Blanc       |           | Maire         |
| 1925    | 1929    | Pierre Bonnivard    |           | Maire         |
| 1912    | 1925    | Antoine Milleret    |           | Maire         |
| 1910    | 1912    | Jean Michel Blanc   |           | Maire         |
| 1904    | 1910    | Pierre Dulac        |           | Maire         |
| 1888    | 1904    | Antoine Milleret    |           | Maire         |
| 1884    | 1888    | Grégoire Crosaz     |           | Maire         |
| 1881    | 1884    | Jacques Pellissier  |           | Maire         |
| 1878    | 1881    | Jean Bartholomé     |           | Maire         |
| 1876    | 1878    | Jacques Pellissier  |           | Maire         |
| 1874    | 1876    | Joseph Cécille      |           | Maire         |
| 1871    | 1873    | Joseph Court        |           | Maire         |
| 1866    | 1870    | Antoine Bonnivard   |           | Maire         |
| 1860    | 1865    | Joseph Cécille      |           | Maire         |

#### Liste des syndics 1815 à 1860
En 1815, le duché de Savoie retourne au roi de Sardaigne. Les syndics sont de nouveaux mis en place dans les communes. Ils sont nommés par le roi pour un mandat de trois ans.
| Période                                  | Période | Identité            | Étiquette | Qualité |
| ---------------------------------------- | ------- | ------------------- | --------- | ------- |
| 1860                                     |         | Joseph Cécille      |           | Syndic  |
| 1848                                     |         | Simon Milleret      |           | Syndic  |
| 1830                                     |         | Jean Baptiste Rey   |           | Syndic  |
| 1816                                     |         | Jean Baptiste Court |           | Syndic  |
| Les données manquantes sont à compléter. |         |                     |           |         |

#### Liste des maires de 1792 à 1815
De septembre 1792 à novembre 1815, le duché de Savoie est occupé par les troupes révolutionnaires françaises, puis impériales. En octobre 1792, la nouvelle organisation mise en place prévoit la création d’une assemblée générale de la municipalité avec un maire nommé.
| Période                                  | Période | Identité      | Étiquette | Qualité |
| ---------------------------------------- | ------- | ------------- | --------- | ------- |
| 1805                                     | 1816    | Germain Court |           | Maire   |
| 1793                                     | 1805    | François Rey  |           | Maire   |
| Les données manquantes sont à compléter. |         |               |           |         |

#### Liste des syndics du XVe à 1792
Durant la période du duché de Savoie (XVe siècle à 1792), le représentant de la commune est le syndic. Ce dernier est élu pour un an par ses pairs. La charge de syndic disparaît en 1792 lorsque le duché est occupé par les troupes révolutionnaires françaises.
| Période | Période | Identité                             | Étiquette | Qualité |
| ------- | ------- | ------------------------------------ | --------- | ------- |
| 1791    |         | Jean Baptiste Giraud                 |           |         |
| 1785    |         | Jean François Milleret               |           |         |
| 1771    |         | Pierre Germain Bonnivard             |           |         |
| 1763    |         | Hugues Piccard                       |           |         |
| 1752    |         | Laurent Rey                          |           |         |
| 1749    |         | Jean Baptiste Cécille                |           |         |
| 1747    |         | Claude François Rey                  |           |         |
| 1742    |         | Jean Baptiste Gonthier               |           |         |
| 1740    |         | Michel Rencurel                      |           |         |
| 1729    |         | Georges Lognand                      |           |         |
| 1724    |         | Pierre Rey, Jean Baptiste Grand      |           |         |
| 1717    |         | Antoine Dulac, Benoit Germain        |           |         |
| 1711    |         | Jean Perruisse, Jean Noraz           |           |         |
| 1704    |         | Jacques Clément, Gabriel Cécille     |           |         |
| 1698    |         | Gabriel Bonnivard, Barthélémy Vibert |           |         |
| 1692    |         | Claude Borivent                      |           |         |
| 1686    |         | Jean Cécille, Denis Bartholomé       |           |         |
| 1659    |         | Jacques Rey                          |           |         |
| 1634    |         | Claude Blanc                         |           |         |
| 1598    |         | Antoine Milleret, Gaspard Thurin     |           |         |

### Intercommunalité
La commune fait partie de la communauté de communes du canton de La Chambre depuis le 1er janvier 2014.

## Population et société

### Démographie
Ses habitants sont appelés les Taimonins.

#### Évolution démographique
L'évolution du nombre d'habitants est connue à travers les recensements de la population effectués dans la commune depuis 1793. Pour les communes de moins de 10 000 habitants, une enquête de recensement portant sur toute la population est réalisée tous les cinq ans, les populations de référence des années intermédiaires étant quant à elles estimées par interpolation ou extrapolation. Pour la commune, le premier recensement exhaustif entrant dans le cadre du nouveau dispositif a été réalisé en 2008.

En 2014, la commune comptait 151 habitants, en évolution de −2,58 % par rapport à 2008 (Savoie : +3,63 %, France hors Mayotte : +2,11 %).
| 1793  | 1800  | 1806  | 1822  | 1838  | 1848  | 1858  | 1861  | 1866  |
| ----- | ----- | ----- | ----- | ----- | ----- | ----- | ----- | ----- |
| 1 437 | 1 209 | 1 371 | 1 489 | 1 497 | 1 460 | 1 226 | 1 398 | 1 357 |

| 1872  | 1876  | 1881  | 1886  | 1891  | 1896  | 1901  | 1906  | 1911  |
| ----- | ----- | ----- | ----- | ----- | ----- | ----- | ----- | ----- |
| 1 276 | 1 317 | 1 333 | 1 244 | 1 311 | 1 257 | 1 231 | 1 228 | 1 223 |

| 1921  | 1926 | 1931 | 1936 | 1946 | 1954 | 1962 | 1968 | 1975 |
| ----- | ---- | ---- | ---- | ---- | ---- | ---- | ---- | ---- |
| 1 006 | 910  | 877  | 766  | 783  | 508  | 382  | 249  | 191  |

| 1982 | 1990 | 1999 | 2006 | 2008 | 2013 | 2014 | - | - |
| ---- | ---- | ---- | ---- | ---- | ---- | ---- | - | - |
| 128  | 132  | 136  | 151  | 155  | 157  | 151  | - | - |

#### Pyramide des âges
La pyramide des âges établie pour Montaimont en 2009 est sensiblement différente de celle établie pour l’ensemble du département de la Savoie. La comparaison des deux pyramides montre un pourcentage plus faible de la population de moins de trente ans (30,90 % pour Montaimont contre 36,00 % pour le département) et un pourcentage plus grand de la population de plus de soixante ans (29,10 % pour Montaimont contre 22,40 % pour le département). Toutefois, le pourcentage de la population comprise entre 30 et 59 ans et sensiblement là même (40,00 % pour Montaimont contre 41,60 % pour le département).
| Hommes | Classe d’âge | Femmes |
| ------ | ------------ | ------ |
| 0,0    | 90 ans ou +  | 0,0    |
| 10,7   | 75 à 89 ans  | 11,3   |
| 17,9   | 60 à 74 ans  | 18,3   |
| 19,0   | 45 à 59 ans  | 18,3   |
| 20,2   | 30 à 44 ans  | 22,5   |
| 14,3   | 15 à 29 ans  | 15,5   |
| 17,9   | 0 à 14 ans   | 14,1   |

| Hommes | Classe d’âge | Femmes |
| ------ | ------------ | ------ |
| 0,3    | 90 ans ou +  | 1,1    |
| 6,2    | 75 à 89 ans  | 9,5    |
| 13,4   | 60 à 74 ans  | 14,3   |
| 21,0   | 45 à 59 ans  | 20,4   |
| 21,3   | 30 à 44 ans  | 20,5   |
| 18,5   | 15 à 29 ans  | 16,7   |
| 19,3   | 0 à 14 ans   | 17,5   |

### Enseignement
Les élèves de Montaimont sont rattachés à l'académie de Grenoble et dépendent, pour l'enseignement primaire, de la circonscription de Saint-Jean-de-Maurienne. La commune ne dispose pas d’établissements scolaires sur son territoire. Les élèves des écoles primaires ont accès aux écoles des communes voisines de Saint-François-Longchamp et de Saint-Martin-sur-la-Chambre. Les collégiens ont accès aux collèges publics Saint-Étienne de Saint-Etienne-de-Cuines et Maurienne de Saint-Jean-de-Maurienne, ainsi qu'au collège privé Saint-Joseph de Saint-Jean-de-Maurienne. Les lycéens ont accès au lycée Paul-Héroult de Saint-Jean-de-Maurienne et au lycée professionnel Général-Ferrié de Saint-Michel-de-Maurienne.

### Manifestations culturelles et festivités
Deux fêtes traditionnelles ont lieu Montaimont : la fête Saint-Antoine en janvier, et la fête des alpages Sainte-Marguerite au début du mois août. Le 15 août a lieu un défilé des habitants en costumes historiques du village.

### Sports
Montaimont dispose de l'espace nordique du Grand Coin. Il comporte plusieurs pistes de ski de fond et de raquettes d'une longueur totale de 40 km et deux stations de départ : à Montaimont et à Bonvillard,.
L'été, les chemins forestiers et les sentiers de montagne de la commune deviennent des circuits de randonnée pédestre ou de VTT.

### Lieux de cultes

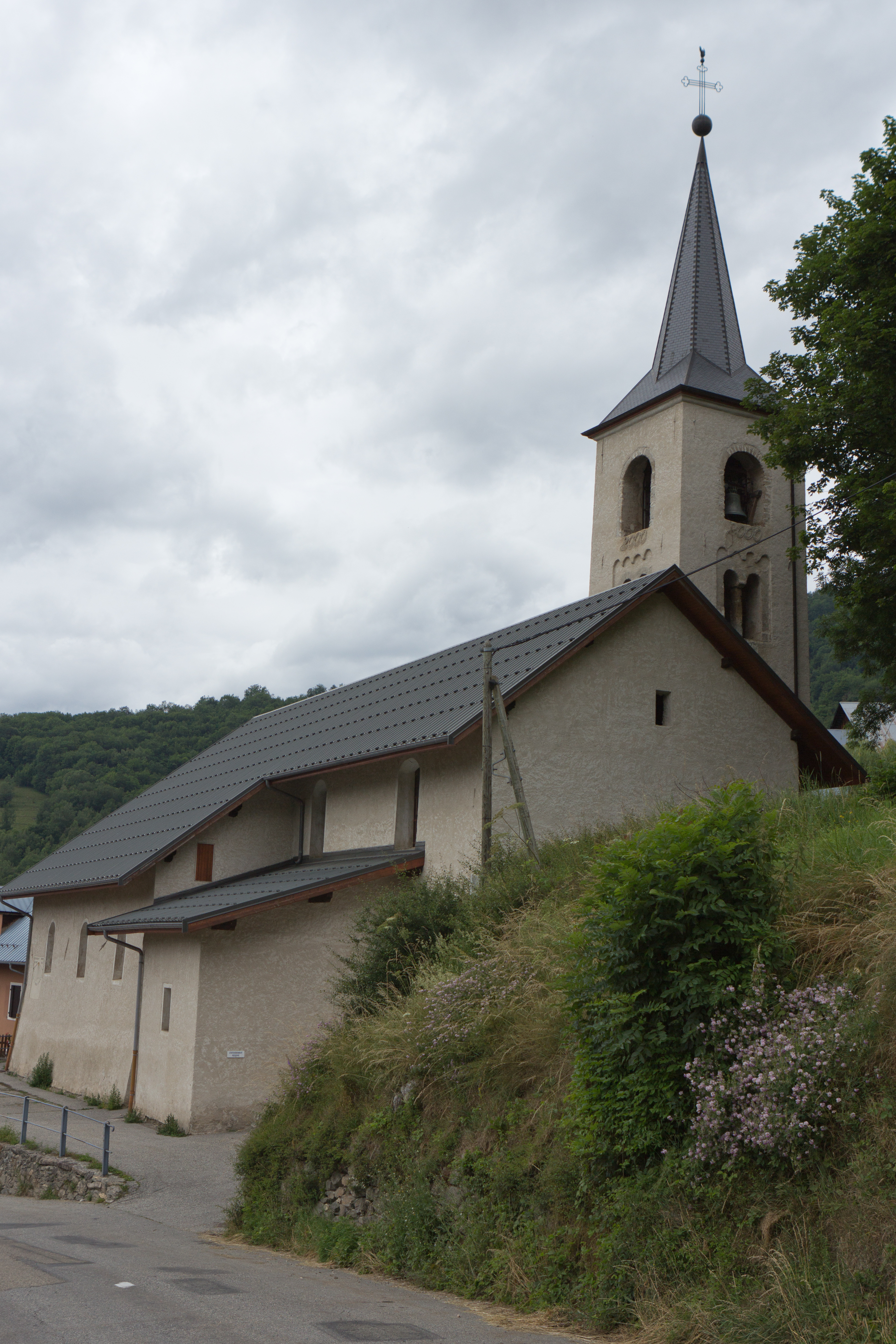
L'église de Montaimont.

Montaimont dépend de la paroisse catholique de Sainte-Madeleine - La Chambre, rattachée à la doyenné de Maurienne et au diocèse de Savoie.
La commune dispose en outre de nombreuses chapelles de montagne, dont la chapelle Notre-Dame de Beaurevers, la chapelle Saint-Bernard de Menthon et la chapelle Sainte-Marguerite.

### Médias
Le quotidien régional Le Dauphiné libéré, dans son édition locale Maurienne relate les informations locales.
La commune se situe dans le bassin d’émission des chaînes de télévision régionales France 3 Alpes et TV8 Mont-Blanc.

## Culture locale et patrimoine

### Lieux et monuments

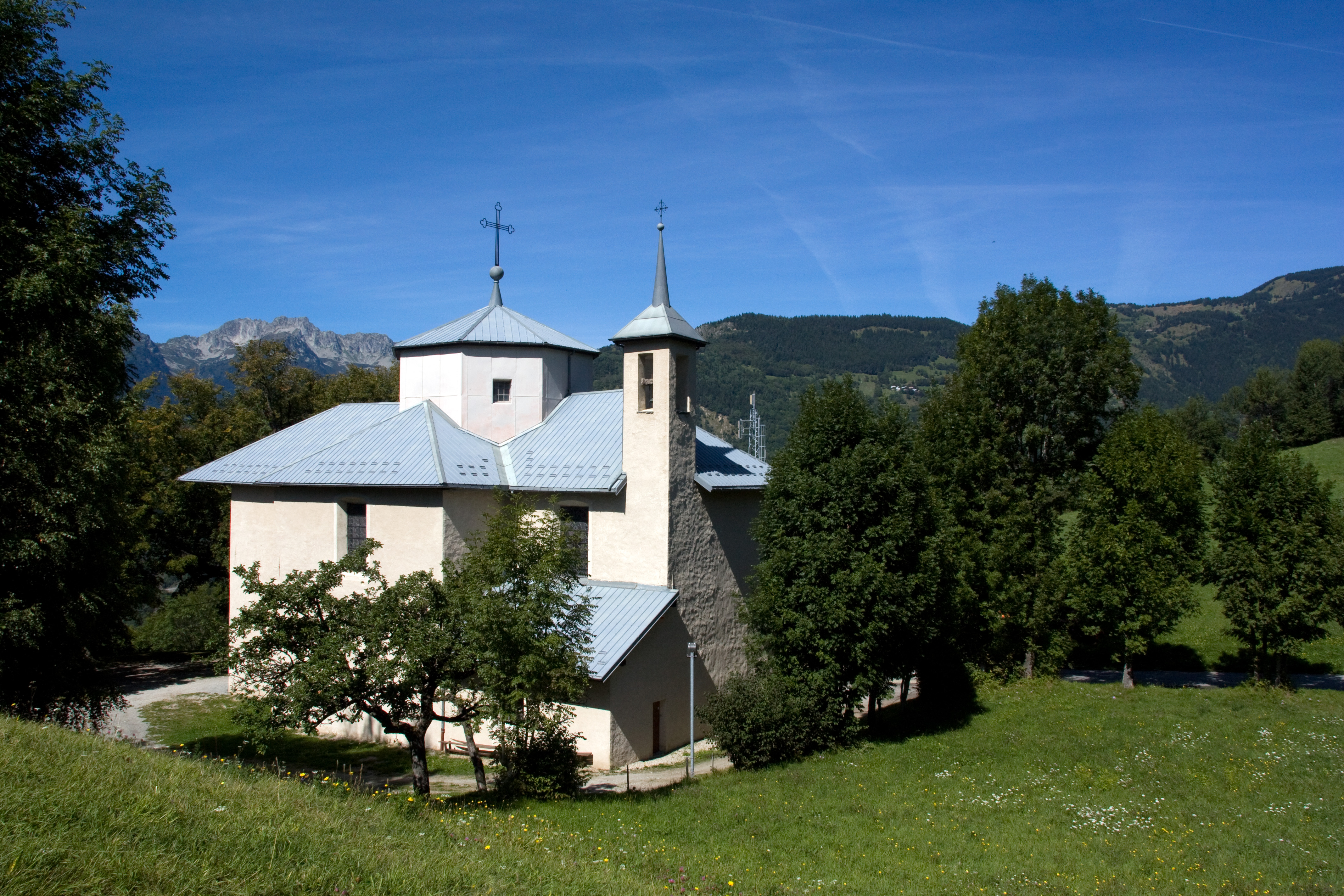
Chapelle Notre-Dame de Beaurevers.

- La chapelle Notre-Dame-de-Beaurevers. Chapelle baroque datant de 1768 et restaurée en 1992.
- La chapelle Saint-Antoine à La Perrière.
- La chapelle Sainte-Catherine et Saint-Barthélemy à Bonvillard.
- La chapelle Saint-Clair et Saint-Claude aux Mottes.
- La chapelle Saint-Roch à La Pallud.
- La chapelle Saint-Georges et Saint-Marin au Fay.
- La chapelle Sainte-Marguerite, située sur le plateau de Menel à 1 620 m d'altitude, datant de 1869 et restaurée en 2000 et 2004.
- La chapelle Saint-Bernard de Menthon, située au village du Loup, à 1 470 m d'altitude.

### Patrimoine environnemental
Commune de moyenne montagne, Montaimont offre une grande diversité de sites naturels. Outre les sommets de la Vanoise qui dominent la commune, le lac du Loup, le col de Valbuche et la Pointe de plan Coutaz sont des sites environnementaux notables.

### Personnalités liées à la commune
- Raymond Rancurel (1519-1582), sculpteur, peintre imagier et calligraphe, est né à Montaimont.
- Émilie Bonnivard, députée de la 3e circonscription de la Savoie, 2e adjointe au maire de Montaimont[40].
- Bernard Gonthier[41], président de la Fédération nationale des écaillers, Champion de Paris, Lyon, France, Europe, six fois champion du monde, Recordman du Monde Guines Bouck (934 huîtres plates ouvertes et présentées en 54 minutes), émission des Records (37 huîtres creuses ouvertes en 1 minute)[42],[43].